# Соломін Олександр Володимирович
Олекс́андр Волод́имирович Соло́мін (рос. Алекса́ндр Влади́мирович Соло́мин; 5 лютого 1980, Томськ, РРФСР, СРСР) — російський генеалог, етнолог і краєзнавець Західного Кавказу (Сочі та Абхазії).

## Життєпис
Народився 5 лютого 1980 року в Томську. 1984 року сім'я переїхала до Сочі, де Соломін вчився у відомій сочинській середньій школі № 7, котру закінчили у свій час Євген Кафельніков, Сергій Кирієнко та Григорій Лепс. Закінчив Російський державний гуманітарний університет, Москва (2007) за спеціальністю «релігієзнавство» (дипломна робота «Особливості християнства в Північно-Східному Причорномор'ї (VI-XIV століття) за письмовими та археологічними джерелами»). Фондотворець Центрального державного архіву Кіровської області.

## Сім'я та діти
- Рід Соломіних татарського походження.
- Брат прапрадіда, Микола Михайлович Соломін (1834—1882) — маляр-іконописець.
- Брат прапрадіда, Петро Михайлович Соломін (1839—1871) — російський поет і педагог, надвірний радник.
- Двоюрідний брат діда, Павло Михайлович Соломін (1897—1968) — радянський лікар, педагог і діяч у галузі охорони здоров'я.
- Троюрідний брат діда, Микола Олександрович Соломін (1896—1936) — радянський державний і партійний діяч.
- Дід Соломіна по матері, Євген Михайлович Черникін (1928—2009) — український, туркменський та російський біолог, мисливствознавець, соболезнавець, фотограф-анімаліст.
- Дружина — княжна Ганна Сергіївна Гантімурова (нар. 1981).
- Дочка — Ірина (нар. 2013).

## Членство в організаціях
- Дійсний член Сочинського відділення Російського географічного товариства (2014).